# Tubu
Tubu è un villaggio del Botswana situato nel distretto Nordoccidentale, sottodistretto di Ngamiland West. Il villaggio, secondo il censimento del 2011, conta 483 abitanti.

## Località
Nel territorio del villaggio sono presenti le seguenti 7 località:
- Kadangasa,
- Moporota di 20 abitanti,
- Omojiri,
- Tsaa di 48 abitanti,
- Xheo di 9 abitanti,
- Xowa di 66 abitanti,
- Yamoxereku